# Musée des Innocents
Le musée des Innocents, ou museo degli Innocenti en italien, est un musée installé dans le Spedale degli Innocenti, à Florence, en Italie. Ses collections comprennent notamment La Vierge à l'Enfant avec un ange par Sandro Botticelli, L'Adoration des mages par Domenico Ghirlandaio ou la Conversation sacrée Del Pugliese par Piero di Cosimo.

## Collections
- Madonna col Bambino che mostra un cartiglio (vers 1445-1450), par Luca della Robbia.
- La Vierge à l'Enfant avec un ange (1465-1467), par Sandro Botticelli.
- L'Adoration des mages (1485-1488), par Domenico Ghirlandaio.
- Putti in Fasce (1487), par Andrea della Robbia.
- Conversation sacrée Del Pugliese (1493), par Piero di Cosimo.
- Madonna in trono col Bambino e angeli, venerata dalle nocentine (1565-1566), par Francesco Morandini.
- Strage degli Innocenti (1610), par Bernardino Poccetti.

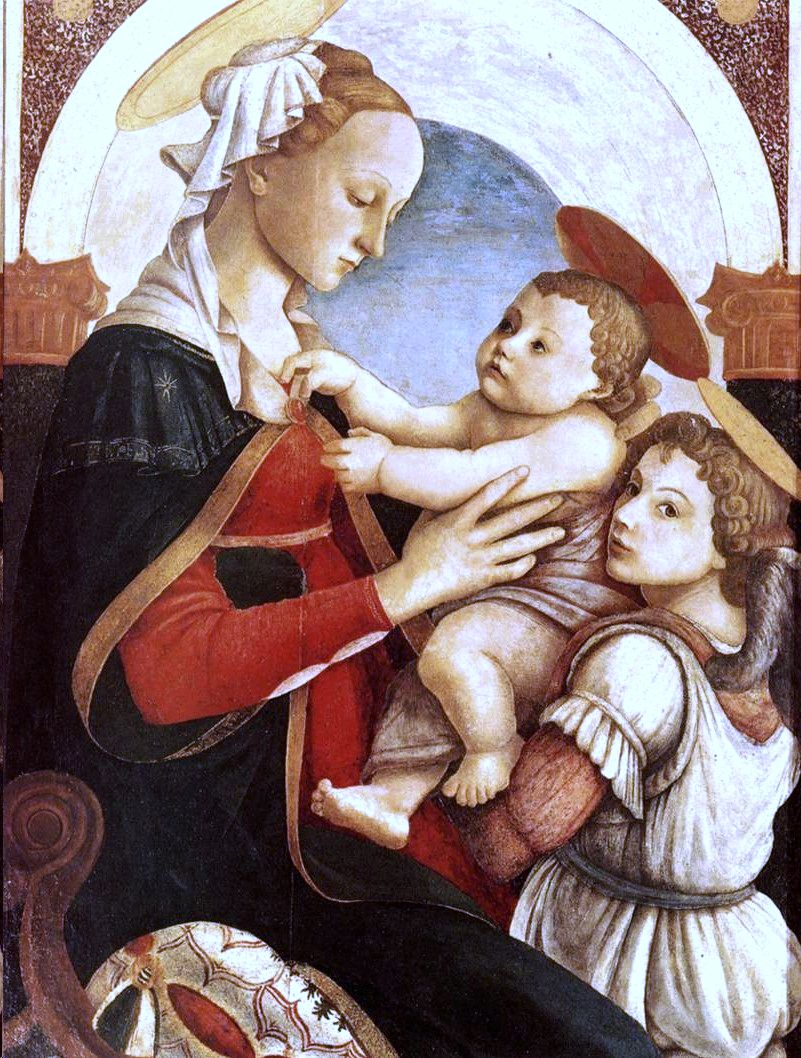
La Vierge à l'Enfant avec un ange (1465-1467), par Sandro Botticelli.
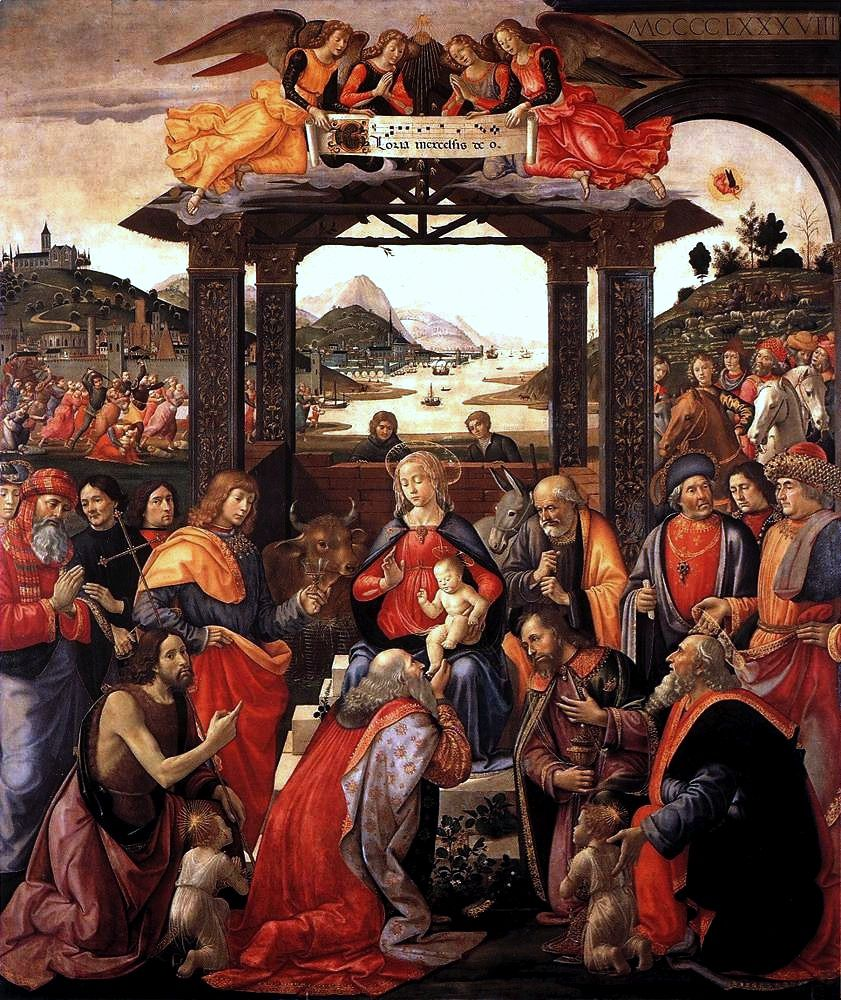
L'Adoration des mages (1485-1488), par Domenico Ghirlandaio.
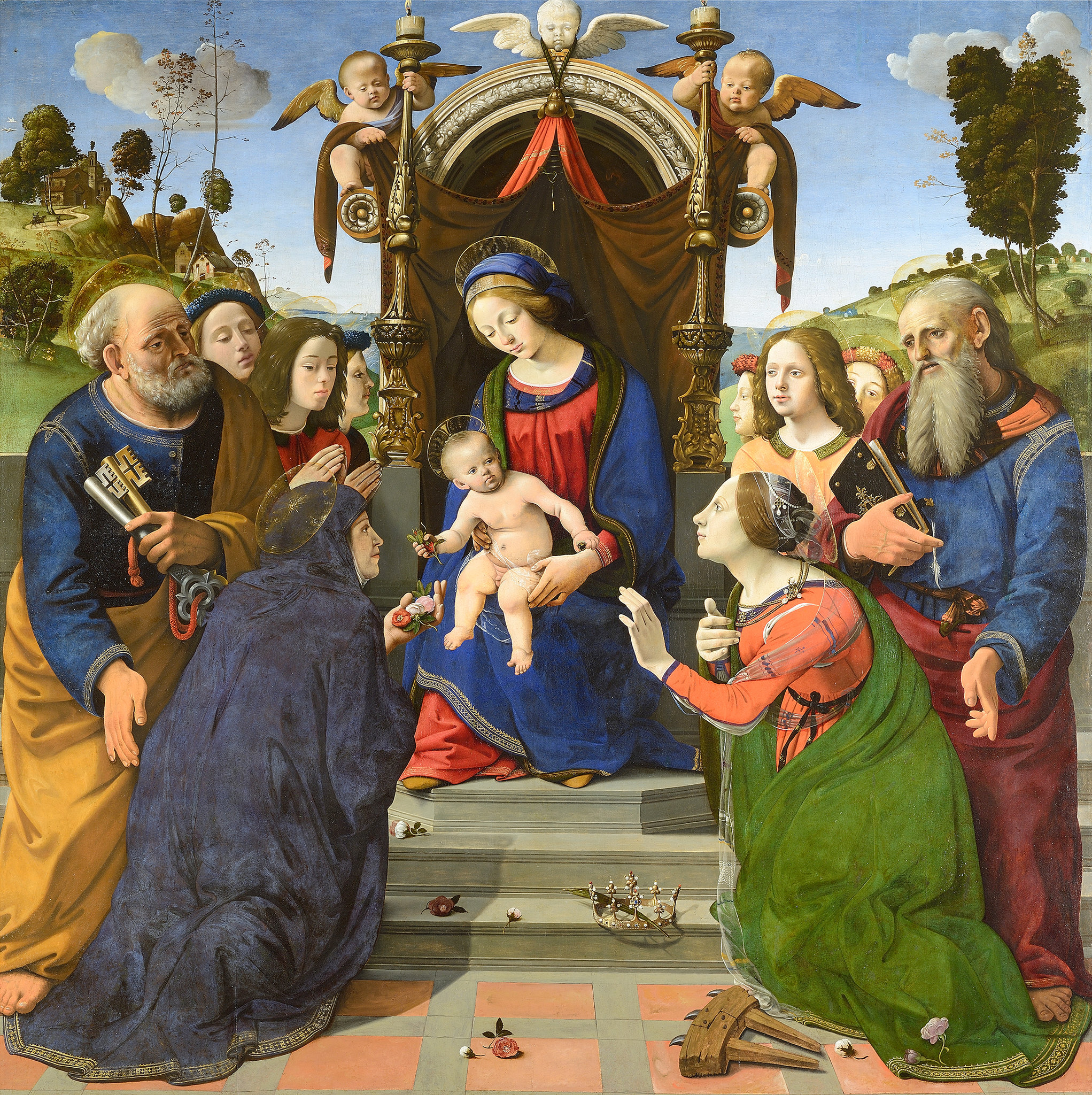
Conversation sacrée Del Pugliese (1493), par Piero di Cosimo.